# Kees van der Spek: Oplichters Aangepakt
Kees van der Spek: Oplichters Aangepakt (de opvolger van Kees van der Spek ontmaskert) is een Nederlands tv-programma dat wordt uitgezonden door RTL 5, met reportage met een verborgen camera van programmamaker en presentator Kees van der Spek binnen en buiten Europa over oplichting. Een terugkerend thema is dat van Yahooboys, oplichters uit Nigeria.

## Seizoen 1 (2019)
| Aflevering (seizoen) | Aflevering (serie) | Locatie                 | Datum            | Inhoud |
| -------------------- | ------------------ | ----------------------- | ---------------- | --- |
| 1                    | 1                  | Buéa                    | 29 oktober 2019  | Oplichters die mensen met een euthanasiewens verleiden om Nembutal te kopen. Als het middel eenmaal is besteld, wordt het nooit geleverd. |
| 2                    | 2                  | Lagos                   | 5 november 2019  | Een vrouw uit Nederland is slachtoffer geworden van datingfraude vanuit Nigeria. |
| 3                    | 3                  | Oranjestad              | 12 november 2019 | Een man vertrekt halsoverkop naar Aruba en laat zijn slachtoffers met schulden en financiële problemen achter in Nederland, waaronder zijn eigen kinderen, zus en ouders.                                                                     |
| 4                    | 4                  | Ferrara                 | 19 november 2019 | Yahooboys houden zich vanuit Italië bezig met internetoplichting. Het blijken uiteindelijk zware jongens te zijn. |
| 5                    | 5                  | Parijs                  | 26 november 2019 | Kees veegt de Parijse straten schoon door oplichters van het spel balletje-balletje aan te pakken. |
| 5                    | 5                  | Milaan                  | 26 november 2019 | Verder kort aandacht voor Afrikaanse bootvluchtelingen in Milaan. |
| 6                    | 6                  | Benin City              | 3 december 2019  | Kees reist weer eens af naar Nigeria om daar de oplichters te confronteren die achter neppe advertenties zitten. Met deze advertenties weten zij veel slachtoffers zover te krijgen om grote bedragen in de cryptomunt Bitcoin te investeren. |
| 7                    | 7                  | Heerhugowaard Apeldoorn | 10 december 2019 | |
| 8                    | 8                  | Paramaribo              | 17 december 2019 | De verdwijning van Willemijntje van der Meer |

## Seizoen 2 (2020)
| Aflevering (seizoen) | Aflevering (serie) | Locatie                      | Datum             | Inhoud |
| -------------------- | ------------------ | ---------------------------- | ----------------- | --- |
| 1                    | 9                  | Paramaribo                   | 1 september 2020  | Verderfelijke oplichting met betrekking tot winti. |
| 2                    | 10                 | Kaapstad                     | 8 september 2020  | Twee broers zijn flink gedupeerd door een oplichter die zogenaamd gunstige beleggingen aanbiedt in Zuid-Afrikaans vastgoed.                                                                     |
| 3                    | 11                 | Nicosia                      | 15 september 2020 | Een slachtoffer is opgelicht door Yahooboys die zich op Noord-Cyprus hebben gevestigd. |
| 4                    | 12                 | Deventer Amsterdam Rotterdam | 22 september 2020 | WhatsAppfraude is een groot probleem; jaarlijks maken oplichters er miljoenen euro’s mee buit. Kees pakt de figuren aan die achter deze vorm van oplichting schuil gaan.                        |
| 5                    | 13                 | Kaapstad                     | 29 september 2020 | Kees legt verscheidene vormen van oplichting bloot in Kaapstad. |
| 6                    | 14                 | New Delhi                    | 6 oktober 2020    | Een slachtoffer wordt verleid door een heilige die over magische krachten beschikt en gaat uiteindelijk een relatie met hem aan. Deze relatie kost het slachtoffer uiteindelijk heel veel geld. |
| 7                    | 15                 | Brussel Utrecht              | 13 oktober 2020   | Steigerdiefstal is een groot probleem in de bouw. Kees gaat met verschillende gedupeerden op pad om de boeven in de kraag te vatten.                                                            |
| 8                    | 16                 | Abidjan                      | 20 oktober 2020   | Een slachtoffer wordt afgeperst doordat vanuit Ivoorkust wordt gedreigd om naaktbeelden van hem online te plaatsen.                                                                             |
| 9                    | 17                 | Arrasate                     | 27 oktober 2020   | Nigeriaanse oplichters duperen veel mensen vanuit Spanje. Met behulp van een privédetective weet Kees de oplichter te confronteren met zijn praktijken.                                         |
| 10                   | 18                 | Amsterdam Wałbrzych          | 3 november 2020   | Kees duikt in een oude Amsterdamse coldcase uit 1995 teneinde het slachtoffer alsnog te kunnen identificeren.                                                                                   |

## Seizoen 3 (2021)
| Aflevering (seizoen) | Aflevering (serie) | Locatie                | Datum         | Inhoud |
| -------------------- | ------------------ | ---------------------- | ------------- | --- |
| 1                    | 19                 | Alicante               | 20 april 2021 | Twee vrienden zijn in gladde praatjes en zielige verhalen getrapt van een oplichter die vanuit Spanje werkt. Eerder was deze oplichter betrokken bij het frauduleuze beleggingsfonds Palm Invest.                    |
| 2                    | 20                 | Yaoundé Vicenza        | 27 april 2021 | Oplichters maken websites na en rijgen daarmee de slachtoffers aaneen. Ze genieten echter bescherming van de kerk in Kameroen.                                                                                       |
|                      |                    | Amsterdam              | 4 mei 2021    | Op 4 mei 2021 was er een special op dodenherdenking te zien. Hierin ging Kees opzoek naar de identiteit van een onbekende man die in 1995 levenloos werd aangetroffen langs de ring van de snelweg A10 in Amsterdam. |
| 3                    | 21                 | Utrecht                | 11 mei 2021   | Deze aflevering is een vervolg op aflevering 5 van het eerste seizoen van Kees van der Spek ontmaskert. Te zien is hoe Kees en de gedupeerde de oplichter flink met de waarheid confronteren.                        |
| 4                    | 22                 | Bamenda                | 25 mei 2021   | Aandacht voor oplichting met betrekking tot neppe kinderadopties. |
| 5                    | 23                 | Valencia Limburg Accra | 1 juni 2021   | In deze aflevering laat Kees zien dat hij het soms mis heeft en bij de verkeerde oplichter of in een verkeerd land uitkomt.                                                                                          |

## Seizoen 4 (2021)
| Aflevering (seizoen) | Aflevering (serie) | Locatie        | Datum            | Inhoud |
| -------------------- | ------------------ | -------------- | ---------------- | --- |
| 1                    | 24                 | Ibiza          | 12 oktober 2021  | Een slachtoffer is opgelicht door een charlatan die op Ibiza is gaan wonen. |
| 2                    | 25                 | Limasol        | 19 oktober 2021  | Deze aflevering is een vervolg op aflevering 3 van seizoen 3 van "Oplichters Aangepakt". Kees heeft de oplichter nu zover gekregen dat deze een inkijkje geeft in de oplichtingspraktijken die op en vanuit Cyprus plaatsvinden. Het gaat om zogenaamde ‘boiler room’-fraude. |
| 3                    | 26                 | Ibadan         | 26 oktober 2021  | Een slachtoffer wordt vanuit Nigeria afgeperst doordat de oplichters dreigen naaktbeelden online te plaatsen. |
| 4                    | 27                 | Bootle         | 2 november 2021  | In deze aflevering geeft Van der Spek een inkijkje in zogenaamde ‘refund- of retourfraude’, een fenomeen waarbij de klant of een derde partij namens de klant het retourlabel en de track- en tracecode manipuleren waardoor het voor de webshop en/of het postbedrijf lijkt alsof het pakketje terug bij de webshop is waarop de klant zijn aankoopbedrag terugkrijgt, terwijl deze het pakketje gewoon nog in bezit heeft. |
| 4                    | 27                 | Deventer       | 2 november 2021  | Daarnaast pakt Van der Spek een afperser in Deventer aan. |
| 5                    | 28                 | Johannesburg   | 9 november 2021  | Vanuit Zuid-Afrika wordt zogenaamde ‘CEO-fraude’ gepleegd; een fenomeen waarbij oplichters via zogenaamd geloofwaardig e-mailcontact of door middel van spoofing zich voordoen als directeur van een bedrijf om op die manier makkelijk geld binnen te halen. |
| 6                    | 29                 | Willemstad     | 16 november 2021 | Verschillende autobezitters die hun auto verhuren via bemiddelingsplatform SnappCar worden gedupeerd doordat de huurders, gedurende de huurperiode, de edelmetalen die in de katalysator van de auto zijn verwerkt wegnemen. De huursters van de auto’s blijken jonge vrouwen te zijn, die slechts als katvangers voor een grotere bende optreden door de auto op hun eigen naam huren. |
| 7                    | 30                 | Castelo Branco | 23 november 2021 | Een oplichter heeft in Portugal een groot landgoed gekocht om daarop een eigen woongemeenschap te beginnen, afgezonderd van de buitenwereld. Verschillende geïnteresseerden in Nederland willen meedoen in de gemeenschap en kopen ieder afzonderlijk een klein stukje perceel op het landgoed van de oplichter. Zij zeggen hun baan op, verkopen hun woning en laten Nederland achter zich om in Portugal een nieuw bestaan te beginnen. Alleen blijkt dat de door de oplichter gekochte grond niet overdraagbaar en splitsbaar is en bovendien uitsluitend mag worden gebruikt als landbouwgrond. |

## Seizoen 5 (2022)
| Aflevering (seizoen) | Aflevering (serie) | Locatie       | Datum         | Inhoud |
| -------------------- | ------------------ | ------------- | ------------- | --- |
| 1                    | 31                 | Douala        | 29 maart 2022 | Bizarre oplichtingspraktijken worden gepleegd vanuit een zeer gevaarlijk gebied in Kameroen. |
| 2                    | 32                 | Paphos        | 5 april 2022  | Een slachtoffer is een aantal jaar geleden naar Cyprus verhuisd en heeft een familielid en diens echtgenoot geld geleend door voor hen hun hypotheekschuld af te lossen. Na enige tijd stoppen het familielid en diens echtgenoot met het betalen van aflossing en rente aan het slachtoffer. |
| 3                    | 33                 | Enschede Riel | 12 april 2022 | |
| 4                    | 34                 | Manilla       | 19 april 2022 | Een slachtoffer is op jonge leeftijd mentaal mishandeld door de nieuwe vriendin van zijn vader. Als diens vader dan ook nog onder verdachte omstandigheden komt te overlijden, wijst veel in de richting van die nieuwe vriendin.                                                             |
| 5                    | 35                 | Bernharddorp  | 26 april 2022 | Een zwaar gehandicapt slachtoffer is opgelicht door een charlatan die naar Suriname is vertrokken. |

## Seizoen 6 (2022)
| Aflevering (seizoen) | Aflevering (serie) | Locatie       | Datum            | Inhoud                                                                                               |
| -------------------- | ------------------ | ------------- | ---------------- | --- |
| 1                    | 36                 | Cali Medellin | 11 oktober 2022  | Mismatches in het programma Spoorloos.                                                               |
| 2                    | 37                 | Lapa          | 18 oktober 2022  | Man heeft trouwplannen met een Braziliaanse, maar zij leidt een dubbelleven.                         |
| 3                    | 38                 | Abidjan       | 25 oktober 2022  | Een 17-jarige jongen wordt afgeperst met naaktbeelden.                                               |
| 4                    | 39                 | Antalya       | 1 november 2022  | Vrouw maakt in een jaar tijd bijna een kwart miljoen euro over aan een vakantieliefde.               |
| 5                    | 40                 | Zwolle        | 8 november 2022  | Een gelovig stel is overgehaald om met hun kinderen te emigreren naar een Nigeriaans conflictgebied. |
| 6                    | 41                 | Mumbai        | 15 november 2022 | Kindertehuis maakt misbruik van adoptiekinderen die zoeken naar hun biologische ouders.              |

## Seizoen 7 (2023)
- Kees heeft dit seizoen gemaakt samen met zijn zoon Joep van der Spek.

| Aflevering (seizoen) | Aflevering (serie) | Locatie    | Datum         | Inhoud |
| -------------------- | ------------------ | ---------- | ------------- | --- |
| 1                    | 42                 | Hurghada   | 4 april 2023  | Verdwenen CDA-raadslid duikt op in Egypte, waar zij zich voordoet als advocaat en psycholoog. |
| 2                    | 43                 | Paramaribo | 11 april 2023 | Man (70) uit Geldrop maakt jarenlang in totaal 50.000 euro over naar een oplichtster in Suriname, die ook nog een moord op haar kerfstok heeft.                                                                                        |
| 3                    | 44                 | Khon Kaen  | 18 april 2023 | Man (65) zal moeten blijven werken omdat hij voor 60.000 euro is opgelicht door een zakenman die naar Thailand is gevlucht. Kees en zijn team zoeken hem op.                                                                           |
| 4                    | 45                 | Dakar      | 25 april 2023 | Man (70) maakt negen jaar lang geld over in de hoop een in het vooruitzicht gestelde erfenis van tweeënhalf miljoen te ontvangen. Zijn jurist wil hem laten inzien dat het oplichting betreft.                                         |
| 5                    | 46                 | Lesné      | 2 mei 2023    | Groningse 'dominee' verkoopt woongroep aan jonge vrouw. Zij komt erachter dat de vergunningen niet in orde zijn en heeft oplopende schulden. Wanneer ze het pand weer verkoopt, verdwijnen er allerlei spullen van de nieuwe eigenaar. |
| 6                    | 47                 | Cartagena  | 16 mei 2023   | Toeristen worden gedrogeerd met scopolamine en beroofd. |

## Seizoen 8 (2023)
- Kees heeft ook dit seizoen gemaakt samen met zijn zoon Joep van der Spek.

| Aflevering (seizoen) | Aflevering (serie) | Locatie                                               | Datum            | Inhoud |
| -------------------- | ------------------ | ----------------------------------------------------- | ---------------- | --- |
| 1                    | 48                 | San Cristóbal (Alberic) San Gregorio da Sassola Eefde | 10 oktober 2023  | Vrouw dreigt haar huis en honden- en kattenopvang in Spanje te verliezen. Een vriend, die in verschillende landen panden bezit, biedt aan haar financieel te helpen, maar verbreekt het contact wanneer hij ongeveer anderhalve ton in beheer krijgt.                                                                                      |
| 2                    | 49                 | Utrecht                                               | 17 oktober 2023  | Jeugdcriminelen stelen brommers tijdens testritten. |
| 2                    | 49                 | Voorschoten                                           | 17 oktober 2023  | Man vergokt geld van een alleenstaande moeder en laat buitenlandse kamerzoekenden borg betalen voor een niet-beschikbare woonruimte. |
| 3                    | 50                 | Arona                                                 | 24 oktober 2023  | 'Magische heler' beweert kanker te kunnen genezen. |
| 4                    | 51                 | Bali                                                  | 31 oktober 2023  | Jongeman overlijdt onder verdachte omstandigheden. Mogelijk is er sprake van methanolvergiftiging door het nuttigen van een illegaal gestookte arak. |
| 5                    | 52                 | Vélez-Málaga                                          | 7 november 2023  | Naar buitenland gevluchte man sluit leningen af op naam van zijn (ex-)vrouw en laat haar met grote schulden zitten. |
| 6                    | 53                 | Toronto                                               | 14 november 2023 | Tanja is in paniek. Haar bejaarde, zieke oom in Canada is verliefd geworden op een veel jongere dame uit zijn straat. Ze wil hem verzorgen, maar eist dat hij zijn woning eerst op haar naam zet. Buurtbewoners melden dat deze dame haar huidige woning op precies dezelfde manier heeft verkregen. Kees gaat met Tanja mee naar Toronto. |

## Seizoen 9 (2024)
| Aflevering (seizoen) | Aflevering (serie) | Locatie            | Datum         | Inhoud |
| -------------------- | ------------------ | ------------------ | ------------- | --- |
| 1                    | 54                 | Erith              | 16 april 2024 | Foto van Rob Geus wordt gebruikt bij datingfraude. Zwitserse vrouw verloor zo'n zeventigduizend euro. |
| 1                    | 54                 | Misterton          | 16 april 2024 | Nederlandse boekhandelaar dacht door J.K. Rowling gesigneerde Harry Potter-boeken te hebben, maar blijkt te zijn gedupeerd door een handtekeningenvervalser. |
| 2                    | 55                 | Huizen             | 23 april 2024 | Slechthorend stel trapt jarenlang in oplichtingstruc in de hoop erfenis te ontvangen en is ruim vier ton kwijt. |
| 2                    | 55                 | Paramaribo         | 23 april 2024 | Nederlandse oplichter met witgoedbedrijf levert goederen niet. Ook laat hij mensen borg en een voorschot op de huur betalen voor een huis dat zij uiteindelijk niet kunnen huren. Wanneer hij naar Suriname vlucht, verkoopt hij kaarten voor een show van Roué Verveer veel duurder door. |
| 3                    | 56                 | Khon Kaen          | 30 april 2024 | Nadat een Nederlandse man trouwt met een Thaise, verwijnen er meerdere malen grote sommen geld van zijn rekening. Daarbij wordt hij plotseling ziek. De man vermoedt te zijn vergiftigd.                                                                                                   |
| 3                    | 56                 | Khon Kaen          | 30 april 2024 | Eerder in dit programma ontmaskerde zakenman wordt door ex en kinderen beschuldigd van stelen grote som geld. |
| 4                    | 57                 | Raposeira Odiáxere | 7 mei 2024    | Voormalig B&B Vol Liefde-deelneemster Marian raakt fortuin kwijt wanneer werkneemster geld wegsluist uit haar makelaarsbedrijf. Marian ontdekt dat de werkneemster iemand heeft gevraagd haar te vermoorden.                                                                               |
| 4                    | 57                 | Alicante           | 7 mei 2024    | Stel investeert op aandringen van een goede vriend tienduizenden euro's en helpt hem een bedrijf opzetten, maar van het geld ziet het koppel niets terug. |